# Flavopunctelia darrowii
Flavopunctelia darrowii är en lavart som först beskrevs av J. W. Thomson, och fick sitt nu gällande namn av Hale. Flavopunctelia darrowii ingår i släktet Flavopunctelia och familjen Parmeliaceae.   Inga underarter finns listade i Catalogue of Life.